# Spinipalpa ectoplasma
Spinipalpa ectoplasma är en fjärilsart som beskrevs av Charles Boursin 1963. Spinipalpa ectoplasma ingår i släktet Spinipalpa och familjen nattflyn. Inga underarter finns listade i Catalogue of Life.